# Manfred Unger (Archivar)
Manfred Unger (* 10. April 1930 in Chemnitz; † 28. Januar 2016 in Dresden) war ein deutscher Archivar und Historiker.

## Leben und Wirken

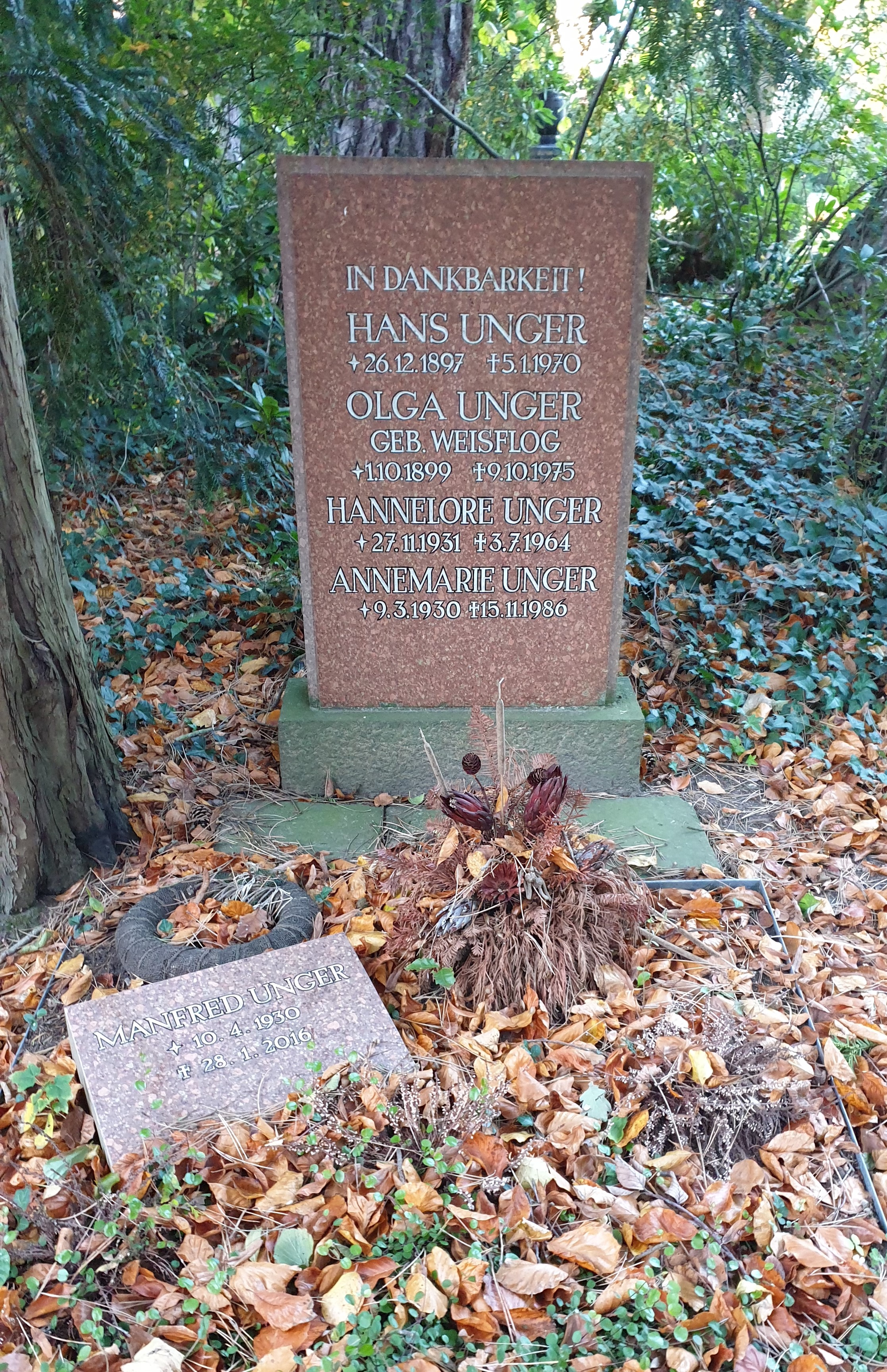
Grabstätte Manfred Unger und Angehörige

Der in Chemnitz geborene Unger besuchte von 1936 bis 1940 die Volksschule in Lauter und anschließend das Gymnasium bzw. die Oberschule in Aue, wo er sein Abitur ablegte. An der Universität Leipzig studierte Unger von 1948 bis 1952 Geschichte, Germanistik und Historische Hilfswissenschaften. Er wurde anschließend wissenschaftlicher Assistent am Institut für Deutsche Geschichte seiner Alma Mater, wo er 1957 zur Thematik Stadtgemeinde und Bergwesen Freibergs im Mittelalter zum Dr. phil. promoviert wurde. Parallel zu seiner Tätigkeit als Direktor des Stadtarchivs Leipzig (1959 bis 1969) hatte er 1961 bis 1963 einen Lehrauftrag für Landesgeschichte am Potsdamer Institut für Archivwissenschaft der Humboldt-Universität Berlin, wo er zwischen 1963 und 1965 noch ein externes Studium der Archivwissenschaften absolvierte. Es folgte ein Lehrauftrag für Verfassungs- und Verwaltungsgeschichte in der SBZ und der DDR an der Humboldt-Universität, den er von 1966 bis 1982 ausübte. Von 1969 bis 1993 war Unger Direktor des Staatsarchivs Leipzig. 1981 wurde er bei Hartmut Zwahr zunächst zum Dozenten und schließlich 1984 zum außerordentlichen Professor für Regionalgeschichte und die Geschichte der deutschen Arbeiterbewegung an der Sektion Geschichte der Karl-Marx-Universität Leipzig berufen. Von 1990 bis 1993 war er Honorarprofessor an der Fakultät für Philosophie der Universität Leipzig. Seit seinem 1993 erfolgten Eintritt in den Ruhestand betätigte er sich als freischaffender Publizist und Mitherausgeber der Leipziger Blätter.
Von 1960 bis 2007 war Unger Mitglied der Historischen Kommission der Sächsischen Akademie der Wissenschaften in Leipzig.
Jahrzehntelang war er Mitglied in den Redaktionsbeiräten der Arbeitsberichte zur Geschichte der Stadt Leipzig, der Sächsischen Heimatblätter und des Jahrbuches für Regionalgeschichte und Landeskunde.
Seine Grabstätte befindet sich auf dem Leipziger Südfriedhof.

## Ehrungen
- 1974 Verdienstmedaille der DDR
- 1981 Johannes-R.-Becher-Medaille in Gold
- 1987 Ernennung zum Oberarchivrat
- 1990 Ehrenmedaille der Deutschen Bücherei

## Schriften (Auswahl)
- Stadtgemeinde und Bergwesen Freibergs im Mittelalter. Böhlau, Weimar 1963 (Zugleich: Phil. Diss. Leipzig 1957).
- Hrsg. mit Veit Didzuneit, Matthias Middell: Geschichtswissenschaft in Leipzig: Heinrich Sproemberg. Leipziger Universitätsverlag, Leipzig 1994.